# لالکرتی
لالکرتی (به انگلیسی: Lalkurti) یک منطقهٔ مسکونی در پاکستان است که در پنجاب واقع شده‌است.